# لا بيلا
لا بيلا هي لوحة زيتية رسمها تيتيان في عام 1536، اللوحة حالياً معروضة في قصر بيتي بمدينة فلورنسا.